# Candela Peña
María del Pilar Peña Sánchez (Gavà, 14 de julho de 1973), mais conhecida pelo nome artístico Candela Peña, é uma atriz espanhola. Desde o inicio de sua carreira recebeu três Premios Goya, incluindo o de melhor atriz em 2006.

## Filmografia
- Kiki, el amor se hace (2016)
- El tiempo de los monstruos (2015)
- Latin lover (Mi familia italiana) (2015)
- Le dernier coup de marteau (2014)
- Las ovejas no pierden el tren (2014)
- Schimbare (El Cambio) (2014)
- Ayer no termina nunca (2013)
- Una pistola en cada mano (2012)
- La isla interior (2009)
- En el lado de la vida (2008) [cortometraje]
- El patio de mi cárcel (2008)
- Los años desnudos. Clasificada S (2008)
- Després de la pluja (Después de la lluvia) (2006)
- Princesas (2005)
- ¡Hay motivo! (2004) [cortometraje 1/32: Libre]
- Te doy mis ojos (2003)
- Descongélate! (2003)
- Torremolinos 73 (2003)
- No somos nadie (2002)
- Sin vergüenza (2001)
- Desaliñada (2001) [cortometraje]
- Novios (1999)
- Todo sobre mi madre (1999)
- Insomnio (1998)
- ¿De qué se ríen las mujeres? (1997)
- Un, dos, tres, ¡Taxi! (1997) [cortometraje]
- La Celestina (1996)
- Boca a boca (1995)
- Hola, ¿estás sola? (1995)
- Días contados (1994)